# Рада з Опіки ООН
Ра́да з Опі́ки (англ. United Nations Trusteeship Council) — один із шести головних органів ООН, на який покладено завдання спостереження за управлінням підопічними територіями (територіями, що були колоніями). Рада уповноважена вимагати і розглядати звіти держав, що управляють цими територіями, щодо політичного, економічного, соціального прогресу підопічних територій, розглядати (консультуючись з місцевою владою) петиції з підопічних територій і скеровувати туди спеціальні місії.
Остання з 11 таких територій, над якими було встановлено опіку, — Палау (група островів Мікронезії), здобула незалежність у листопаді 1994 р. і наступного місяця стала країною-членом ООН. Відтоді Рада з Опіки формально припинила своє існування. Змінивши свої правила процедури, вона буде тепер проводити засідання тоді й там, коли й де того вимагатимуть обставини.
Президентом Ради Опіки є Джон Монтер.